# Fondo (ejercicio)

Fondo llevado a cabo con una barra para fondos

El fondo es un ejercicio usado en el entrenamiento de la fuerza. Los fondos realizados con los brazos a la anchura de los hombros desarrollan principalmente los tríceps, junto con músculos sinergísticos como los deltoides, los pectorales (esternales, claviculares y menores) y los músculos romboides de la espalda (en este mismo orden). Los fondos realizados con los brazos a mayor anchura, en cambio, tienen un mayor impacto sobre los músculos pectorales, de manera parecida a como el press de banca de agarre ancho desarrolla más los pectorales que los tríceps. Es importante llevar a cabo el ejercicio con buena forma para evitar el exceso de estrés en las muñecas.

### Técnica de fondo (ejercicio)
El fondo es un ejercicio de fuerza realizado con su propio peso corporal, pero es un ejercicio que conlleva grandes lesiones si no se ejecuta de una manera correcta. Los valores a tener más en cuenta a la hora de realizar este ejercicio son:
- Cuando realiza el movimiento al hacer un fondo, hay que descender hasta que su brazo cree un ángulo de 90 grados, si pasas de este ángulo, somete al deltoides y al pectoral a una gran tensión a nivel de tendones, lo cual provocaría graves lesiones, asegúrese de no descender más de lo indicado.
- Si no dispone de la fuerza suficiente para hacer este ejercicio con una buena técnica, conseguirá lesionarse, es aconsejable comenzar de menos a más, como comenzando por ejemplo con fases negativas de este ejercicio.
- Trate de mantener sus codos pegados a su torso, si los codos se van para el lado opuesto, no mantendrá su estructura correcta a la hora de realizar fondos, lo cual se transmitirá en una gran tensión en sus tendones del pectoral.
- La posición de las muñecas es muy importante, trate de no colocarlo ni un poco afuera, ni demasiado adentro, puesto que sus muñecas soportan todo el peso de su cuerpo.
- A la hora de ejecutar, trate de hacer una pequeña flexión abdominal, esto le ayudará a que sus piernas no se desequilibren y su cuerpo se incline hacia detrás, creando una tensión grande en sus tendones del deltoides y pectoral.
- Su antebrazo en todo momento tiene que estar vertical, este no moviéndose hacia delante o hacia atrás.
- trate de no levantar su mirada arriba, pues si usted hace esto conlleva a una posición no natural del ejercicio y exigiendo mucho sus cervicales.
- Imagine a la hora de realizar el ejercicio que su cuerpo es una estructura en cada rango del movimiento (ROM), esto ayudará de manera psicológica a que usted recuerde en todo momento la técnica.